# مسجد كاومان سمارانغ
مسجد كاومان سمارانغ هو مسجد يقع في جزيرة سمارانغ، المسجد اسمه مسجد اجونج سمارانغ وفقا للاسم المكتوب على باب المسجد والمكتوبة على واجهة الأمامية للمسجد .

## الموقع
الجامع الكبير في سمارانغ وحديقة كاومان تقع أمام الساحة الرئيسية لمدينة سمارانغ، ولكن ومنذ عام 1938 تحول الميدان إلى منطقة تجارية والذي أصبح سوق باسار وفندق ومترو، الجامع الكبير في سمارانغ يقع الآن بين المباني الشاهقة التي تحيط به .

## التاريخ
ووفقا لما جمع من الحجر والرخام والنقش التي خطت بحروف جاوية محفورة على جدران مدخل الجامع الكبير في سمارانغ فقد تم بناء المسجد في العام 1170 هـ الموافق 1749، أساس بناء الجامع الكبير في سمارانغ ما يزال قائما قويا، وهو الذي حل محل اساس المسجد القديم الذي تضرر بشدة من جراء إطلاق النار على الجزء الخلفي من الحي الصيني في سمارانغ في عام 1741، يقع المسجد في الجزء الشرقي من الساحة الرئيسية أمام الأنهار الغربية في سمارانغ، تم ترميم المسجد القديم في الفترة الاستعمارية في عام 1889 وعام 1904 بسبب حرائق غير مسبوقة لحقت بالمسجد، وفي وقت ترميم المسجد كان يقود عمليات الترميم المهندس المعماري الهولندي جاكامبيان .

## العمارة
بناء الحالي لجامع الكبير في سمارانغ هو البناء الرابع، يتميز المسجد ببناء المباني التقليدية، مع سطح هرمي مدعم بعدد 36 ركيزة، في الجزء الرئيسي للمسجد وقاعة للصلاة ويسمح فقط للرجال وفيه منبر الخطبة، المنبر هو منبر خشبي منحوت بشكل معقد وله أقواس جميلة محفورة باليد، وفي الزاوية كانت هناك ساعة قديمة والتي ما زالت قيد الاستخدام، وللوصول إلى قاعة الصلاة الرئيسية هناك أبواب قليلة إلى اليمين واليسار للنساء، وقد بنيت الأبواب الأمامية من الخشب ووضعت فيها صناديق منحوتة ذات نمط متوسط.